# Copobathra
Copobathra é um gênero de mariposa pertencente à família Acrolepiidae.